# Ƃ

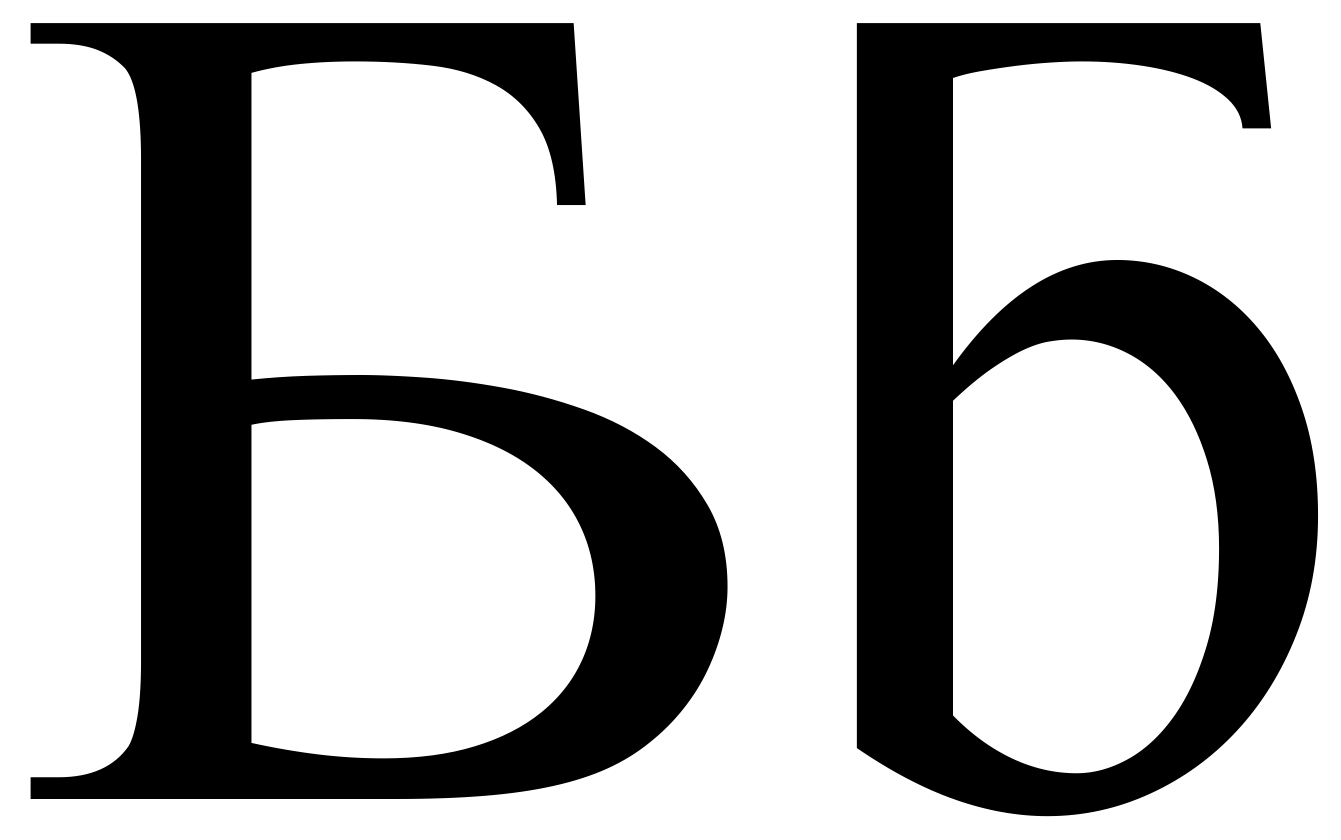
Glifos Ƃ y ƃ en Doulos SIL

Ƃ (minúscula: ƃ) es una letra del alfabeto latino. Es similar a la cirílica Б б en apariencia. En ocasiones, también se ha utilizado un glifo muy similar para la forma mayúscula de Ɓ ɓ, por ejemplo en shona.
Se usó en el alfabeto zhuang desde 1957 hasta 1986, cuando fue reemplazado por el dígrafo mb.
En texto al revés, la letra en minúscula se usa a menudo como un sustituto de g girada (por su disponibilidad más amplia en fuentes como Verdana Ref y Georgia que otros sustitutos, como Unicode real-g y otro sustituto, B con gancho).
Apareció por primera vez en la versión 1.1.0 de Unicode en junio de 1993. Se refiere a una «B» con una barra superior.

## Códigos en computación
Esta letra tiene la siguiente representación en Unicode:
| Formas    | Representación | points de code | descriptions                      |
| --------- | -------------- | -------------- | --------------------------------- |
| Mayúscula | Ƃ              | U+0182         | lettre majuscule latine b potence |
| Minúscula | ƃ              | U+0183         | lettre minuscule latine b potence |